# Deoxyribonucleotide

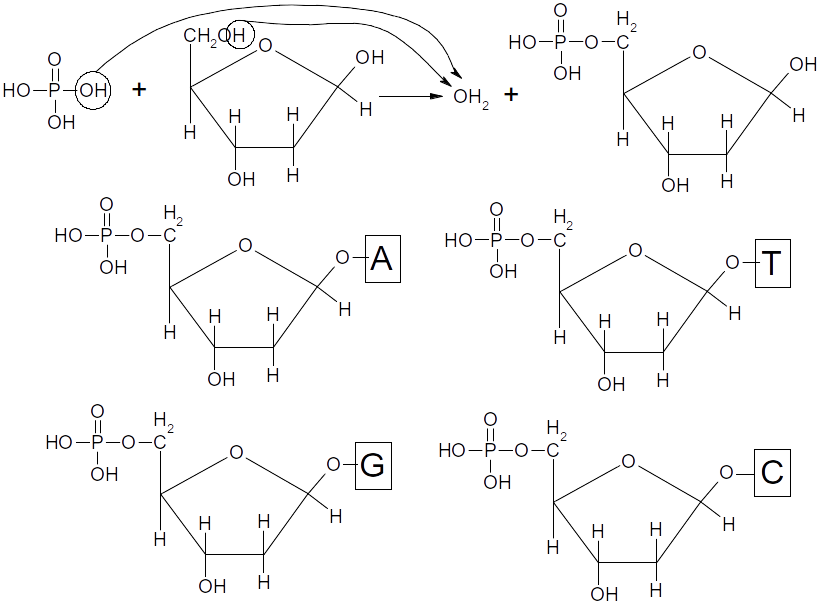
Sơ đồ hình thành bốn loại đêôxyribônuclêôtit: A, T, G và C (hay X).

Deoxyribonucleotide (đêôxyribônuclêôtit) là tên nuclêôtit của phân tử DNA. Mỗi đêôxyribônuclêôtit là một đơn vị cấu tạo nên đại phân tử sinh học DNA, nên cũng gọi là đơn phân của DNA. Đây là một thuật ngữ trong sinh hoá học, thường được viết tắt là dNP dùng để chỉ đơn vị cơ bản hợp thành đại phân tử DNA.

## Tổng quan

### Thành phần
- Mỗi dNP (đêôxyribônuclêôtit) thông thường bao gồm ba phân tử thuộc ba loại khác nhau, liên kết với nhau hợp thành:[2][5][6]

-     một phân tử base nitơ (nitrogenous base),
-     một phân tử đường 5C loại đêoxyribôza (C5H10O4),
-     một phân tử axit phôtphoric (H3PO4).
- Bốn loại base nitơ thường gặp là ađênin (A), timin (T), guanin (G) hoặc xitôzin (X).  Vị trí liên kết của base nitơ là nguyên tử cacbon số 1 của đường 5C (đêoxyribôza), còn vị trí liên kết của gốc phôtphat là nguyên tử cacbon số 5 của đường này.[7]

Một đơn vị của DNA hay một dNP:

- Trong mỗi dNP (đêôxyribônuclêôtit), thì đường và phôtphat chỉ có một loại, nhưng base nitơ có thể là một trong bốn loại (A, T, G, X), nên có ít nhất bốn loại dNP khác nhau, dựa vào đó mà tên gọi của mỗi loại khác nhau như sau:

-     dAMP (deoxyadenosine monophosphate): base nitơ là A,
-     dTMP (deoxythymidine monophosphate): base nitơ là T,
-     dGMP (deoxyguanosine monophosphate): base nitơ là G,
-     dCMP (deoxycytidine monophosphate) có base nitơ là X (trong tiếng Anh viết tắt là C).
Ở trường hợp có nhiều hơn một gốc phôtphat liên kết với C5 của đường 5C, thì từ "mono" (một) trong tên thay đổi thành "di" (nếu có hai) hoặc thành "t'ri" (nếu có ba phôtphat) - như ATP tức adenosine triphosphate.

### Phân biệt với rNP

Sơ đồ cấu tạo phân tử ribôza.

rNP (ribônuclêôtit) là đơn phân của RNA, có thành phần cơ bản như dNP, chỉ khác ở hai điểm chính:
- Đường pentôza (đường 5C) ở RNA là ribôza (C5H10O5 nghĩa là thêm một proton (-H) ở nguyên tử Cacbon số 2 (C2') trong hình bên.
- base nitơ không có timin (T), mà thay bằng uraxin (U).

## Cấu tạo chuỗi

Liên kết phôtphođieste giữa hai dNP.

- Trong phân tử axit nucleic, các đơn phân (là rNP hoặc dNP, gọi chung là nuclêôtit) đều liên kết với nhau thành chuỗi pôlynuclêôtit. Sự liên kết này do phản ứng trùng ngưng giữa gốc phosphate của nuclêôtit này với cacbon số 3 (C3') ở nuclêôtit liền kề, tạo thành liên kết phôtphođieste (phosphodiester bond) theo chiều 5'P (nhóm phôtphat gắn với đường 5C ở C5') đến nhóm 3'OH (nhóm -OH tự do ở đường 5C vị trí C3') của nuclêôtit.
- Tuy cả DNA và RNA đều có cấu trúc cơ bản như trên và là các phân tử ổn định, nhưng DNA ổn định cao hơn do thường có cấu trúc hai mạch, còn RNA dễ bị thủy phân hơn.[8] Theo giả thuyết này, thì việc loại bỏ nhóm hydroxyl của ribôza trong quá trình tiến hoá là một sự kiện quan trọng giúp DNA là cơ sở vật chất di truyền chủ yễu thay cho RNA tự sao (ribôzym).[9]
- Theo hiểu biết hiện nay, chuỗi dNP (của DNA) dài gấp bội chuỗi rNP (của RNA), do mỗi phân tử DNA có khả năng mã hóa nhiều phân tử RNA. Chuỗi rNP có chức năng ngắn nhất được biết là một loại tRNA chỉ có 80 rNP, trong khi DNA có tới hàng triệu dNP.